# مانلیا اسکانتیلا
مانلیا اسکانتیلا (به لاتین: Manlia Scantilla) (درگذشتهٔ ۱۹۳) زنی رومی و برای مدت کوتاهی پس از برتخت نشستن شوهرش دیدیوس ژولیانوس امپراتریس روم بود.

## زندگینامه
مانلیا اسکانتیلا در سدهٔ دوم میلادی می‌زیست و از نامش چنین برمی‌آید که باید در خاندان مانلیا زاده شده باشد. اگر این تصور درست باشد نشانگر تباری نجیب اشرافی و بسیار برجسته است. با این‌وجود این احتمال نیز وجود دارد که او از نسل برده‌ای آزادشده‌باشد که پیشتر در خدمت یکی از اعضای این خاندان قرار داشت.
مانلیا اسکانتیلا با ژنرال دیدیوس ژولیانوس ازدواج کرد و در حدود سال ۱۵۳ میلادی آن دو صاحب تنها فرزندشان، دختری به‌نام دیدیا کلارا شدند که به زیبایی شهره بود. گفته شده است که خود مانلیا اسکانتیلا به دلیل وجود نقصی ناشناخته بسیار زشت بود.
دیدیوس ژولیانوس در ۲۸ مارس ۱۹۳ با تحریک مانلیا اسکانتیلا و دخترش دیدیا کلارا در مناظره‌ای که تخت روم را به فروش می‌گذاشتند شرکت کرده و با قیمتی کلان پیروز شد و بر تخت امپراتوری نشست و در همان روز به همسر و دخترش عنوان عالی‌قدر «آگوستا» را تحت فرمان سنا اعطا نمود. اما حکومت او بیش از ۳ ماه دوام نیاورد و دیدیوس ژولیانوس در ۱ ژوئن ۱۹۳ به قتل رسید. گفته شده مانلیا و دخترش کلارا حوادث خونین را پیش بینی کرده بودند؛ اما ژولیانوس را تشویق به مقابله که بدون موفقیت بود می‌کردند. با مرگ ژولیانوس امپراتور جدید سپتیموس سوروس، به نفع همسر تاثیرگذار و فیلسوفش امپراتریس جدید جولیا دومنا عنوان آگوستا و جایگاه مانلیا اسکانتیلا و دخترش دیدیا کلارا را از آنها گرفت. بااین‌حال جسد امپراتور پیشین را برای خاکسپاری به او و دخترش بازگرداند. آن دو زن دیدیوس ژولیانوس را در آرامگاهی در کنار جد پدری ژولیانوس خارج از شهر رم به خاک سپردند.
مانلیا اسکانتیلا تنها یک ماه پس از برتخت نشستن سوروس در گمنامی درگذشت و از سرنوشت تنها دخترش دیدیا کلارا نیز اطلاعی در دست نیست.